# シンコー
株式会社シンコーは、日本の株式会社である。

## 概要
創業者は飯塚誠知。輸出入・国内を含む一貫物流企業であり、特に重電や精密機械の輸出梱包を得意とする。

## 会社

### 沿革
- 1941年（昭和16年）3月 梱包並びに貨物運送事業を主力として株式会社双葉商会を創業。
- 1951年（昭和26年）4月 新光運輸株式会社を東京都港区芝新橋6−64に設立。
- 1953年（昭和28年）4月 梱包事業強化のため新光梱包運輸株式会社と改称。
- 1956年（昭和31年）7月 一般（限定）区域貨物自動車運送事業経営（陸運免許認可）。
- 1962年（昭和37年）11月 埼玉県本庄市に本庄事業所および工場を新設。
- 1965年（昭和40年）4月 新光工営株式会社を設立、重量品運搬据付作業（国内、海外）。
- 1965年（昭和40年）12月 一般区域貨物自動車運送事業免許を許可される。
- 1966年（昭和41年）11月 大阪新光梱包運輸株式会社設立、同所に営業所新設。倉庫業の許可を受ける。
- 1969年（昭和44年）4月 資本金 4,000万円に増資。
- 1969年（昭和44年）9月 東京都大田区大森南4−15−19に梱包工場新設。
- 1970年（昭和45年）10月 上記に本社を移転。
- 1971年（昭和46年）4月 福島市に事業所および工場を新設。
- 1974年（昭和49年）7月 日本ポリシール工業株式会社を設立、資材販売開始。
- 1977年（昭和52年）12月 横浜市新山下に山下事業所を新設。
- 1978年（昭和53年）5月 横浜市金沢区に横浜事業所（梱包工場）を新設。
- 1982年（昭和57年）4月 栃木県西那須野町に那須事業所を新設。
- 1983年（昭和58年）6月 三重県三重郡朝日町に三重事業所を新設。
- 1986年（昭和61年）1月 新規事業開拓のため商号を株式会社シンコーと改称。
- 1986年（昭和61年）7月 東京都大田区東海4−2−5に東京港事業所を新設。東京港事業所保税上屋の許可を受ける。
- 1987年（昭和62年）7月 東京都大田区山王2−1−6に本社事務所を開設。
- 1988年（昭和63年）11月 一般建設業の許可を受ける。
- 1990年（平成2年）5月 横浜事業所保税上屋の許可を受ける。
- 1992年（平成4年）8月 兵庫県姫路市に姫路事業所を新設。
- 1992年（平成4年）9月 本社事務所を東京都大田区大森北1−17−2へ移転。
- 1995年（平成7年）7月 本庄ツーバイフォーコンポーネント事業所開設。
- 1995年（平成7年）10月 株式会社 シンコーロジテム設立。
- 2001年（平成13年）6月 那須事業所にスチール梱包工場を新設。
- 2001年（平成13年）6月 中国上海市に信广包装（上海）有限公司を設立。
- 2003年（平成15年）4月 横浜事業所を横浜市中区錦町へ移転。
- 2005年（平成17年）5月 信广包装（上海）有限公司を上海市浦東新区へ移転。
- 2006年（平成18年）3月 シンコーユルバン株式会社を吸収合併。
- 2007年（平成19年）9月 信广包装（上海）有限公司、蘇州分公司を江蘇省蘇州工業園区に開設。
- 2010年（平成22年）5月 本社及び鶴見営業所において ISO9001認証取得。
- 2011年（平成23年）1月 信广包装（上海）有限公司、松江分公司を上海市松江区に開設。

### 歴史

#### 創業
- 終戦後、もともと日本通運株式会社と関わりの深かった飯塚誠知は、娘が生まれたことをきっかけに戦時中に始めた梱包並びに貨物運送事業を再開した。

#### 森ヶ崎工場
- 1970年（昭和45年）から1987年（昭和62年）まで本社であった森ヶ崎工場では、1階が梱包場、2階が事務所、3階4階が寮であった。当時4階建てのビルは森ヶ崎界隈では無く目立った存在であった。メンバーの母親が寮母を勤めていた。1996年（平成8年）7月末、25年と言う長い歴史に終止符を打った。
- 1980年（昭和55年）当時の資料では、高校卒業社員が毎年約20名前後入社し、社員寮は満室であったことが窺える。
- 東日本・西日本梱包工業組合員企業の社長子弟における丁稚奉公先の中心地であった。韓国工業包装協会の金炯彬副会長もかつて社員寮に入っていた。

### 国際協力
- 1972年（昭和47年） 韓国・新韓梱包運輸（株）社員2名を梱包技術協力のため研修する
- 1976年（昭和51年） 中国（中国包装輸出入総公司）に梱包技術協力のため技術者を派遣する
- 1980年（昭和55年） 中国（中国機械輸出入総公司および中国技術輸入総公司）に梱包技術協力のため再度技術者を派遣する
- 1981年（昭和56年） 国際協力事業団の依託により韓国デザイン梱包センターに1名を研修する
- 1982年（昭和57年） 〜1990年（平成2年） 中国科学技術協会および日中産業技術交流協会の依託により中国研修生2名を1ヵ月間研修する
- 1987年（昭和62年） 日中友好協会の依託により中国研修生2名を1ヵ年間研修

## 主なサービス

### 営業品目
- 物流コンサルタント
- 輸出および国内向梱包業
- 通関業
- 海外に於ける梱包及びその指導
- プラント機器の現地輸送ならびに据付工事
- 梱包用産業資材販売業
- 一般建築業
- 倉庫業
- 自動車運送取扱業

### JIS規格との関連
- 1951年（昭和26年）制定JISZ1402（「木箱の構造」）、1953年（昭和28年）制定JISZ1403（「枠組箱の構造」）の制定における中心人物である久米政樹氏は後年、当社の専務取締役を務め、以降の改定においても当社が協力、貢献している。

- 中国のGB規格及び韓国のKS規格にも多大な影響を与えた。

## 拠点

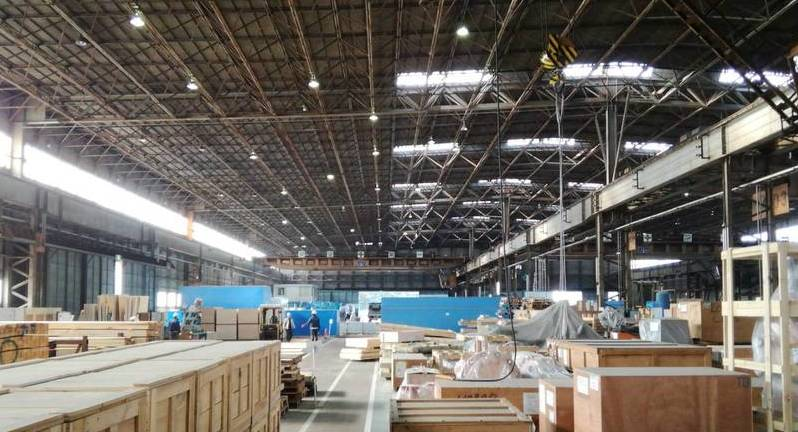
シンコー横浜事業所の風景

### 拠点一覧（国内）
- 福島事業所
- 那須事業所
- 本庄事業所、本庄第二工場
- 東京港事業所
- 府中営業所
- 横浜事業所
- 大黒事業所
- 鶴見営業所、鶴見西工場
- 浜川崎営業所
- 名古屋事業所
- 姫路営業所
- 株式会社シンコーロジテム（運輸会社）
- 日本ポリシール工業株式会社（資材製造及び卸売会社）

### 拠点一覧（海外）
- 信广包装（上海）有限公司

### かつて存在した拠点一覧（国内）
- 仙台営業所（宮城県名取市増田1丁目）
- 運輸部・羽田事業所（東京都大田区本羽田3丁目）
- 芝浦事務所（東京都港区芝浦）
- 東二営業所（東京都江東区豊洲3丁目）
- 大森事業所（東京都大田区大森南4丁目）
- 横二営業所（神奈川県横浜市磯子区新中原町1丁目）
- 山下事業所（神奈川県横浜市中区新山下3丁目）
- 山下工場（神奈川県横浜市中区山下町）
- 神奈川事業所（神奈川県横浜市鶴見区下野谷町4丁目）
- 横浜事業所（神奈川県横浜市金沢区鳥浜12丁目）
- 沼津事業所（静岡県沼津市大諏訪字新田）
- 三重事業所（三重県三重郡朝日町小向）
- 大阪営業所
- 佃事業所
- 大阪南港事業所
- 神戸事業所
- 新光工営株式会社
- シンコーユルバン株式会社

### かつて存在した拠点一覧（海外）
- 新韓梱包運輸株式会社（韓国）
- 信廣包装（大連）有限公司（中国、大連）
- 信廣包装（上海）有限公司瀋陽分公司（中国、瀋陽）
- マレーシア駐在事務所（マレーシア）

### かつて存在した飲食店一覧
- ロータスシード（西麻布）…レストラン

- パヒューマリー（赤坂）…香水店
- CafeBar&Restaurant櫂khai （ベトナム）…レストラン
- 四季火鍋 花椒庭（広尾）…火鍋レストラン。2017年10月東京レストランツファクトリー株式会社に事業譲渡。2017年11月1日から同社が経営。

## 関連会社
- 株式会社シンコーロジテム
- 日本ポリシール工業株式会社
- 信广包装（上海）有限公司
- 恒信木業（臨沂）有限公司